# ساريب ميريلي
ساريب ميريلي (الاسم العلمي:Saribus merrillii) هو نوع من النباتات يتبع جنس الساريب من الفصيلة الفوفلية.